# Révolution nationale

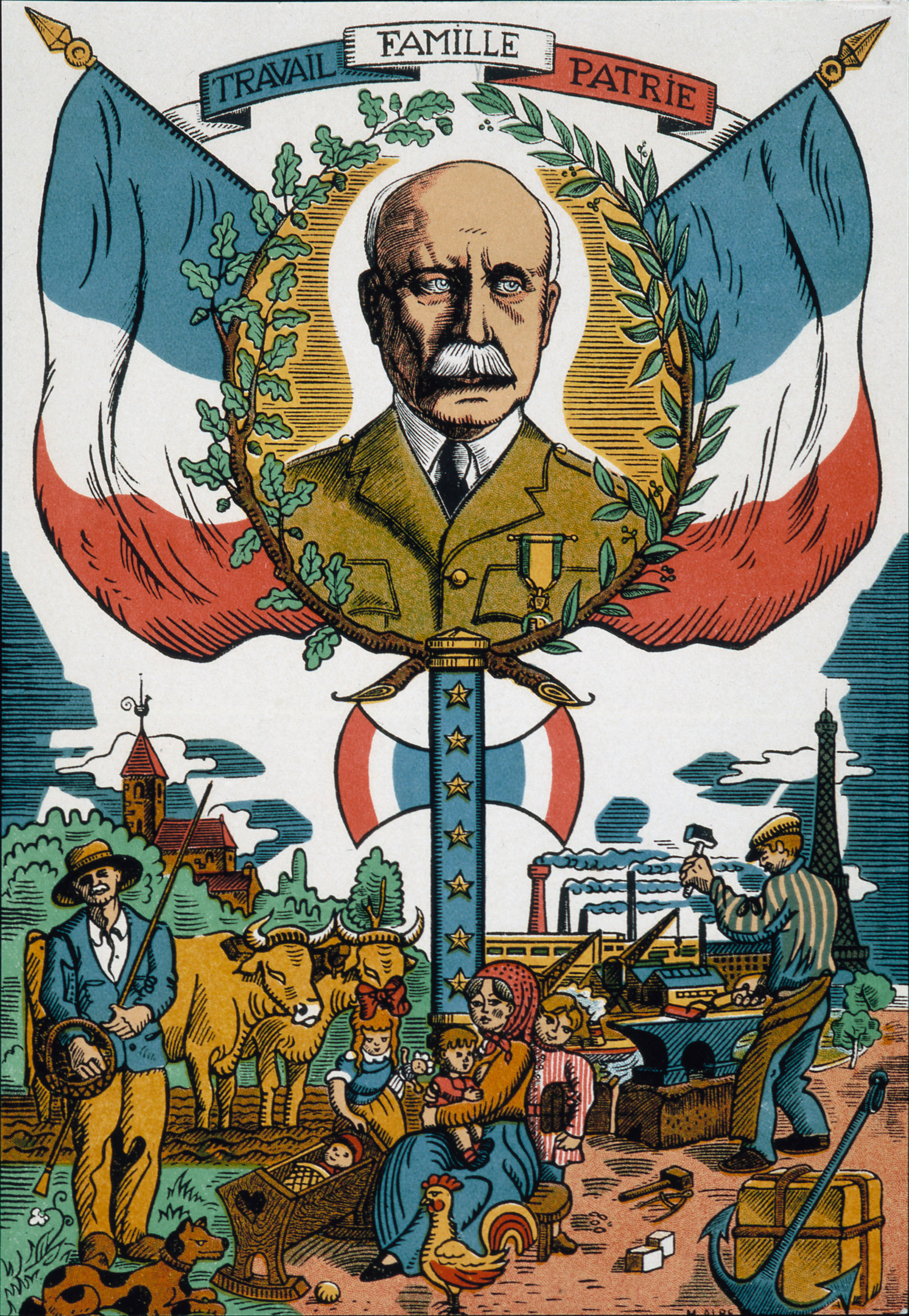
Manifesto di propaganda della Révolution nationale che promuove il culto della personalità di Philippe Pétain, 1942

La Révolution nationale (RN) fu l'ideologia ufficiale del regime dello Stato francese messa in atto dal maresciallo Pétain nel luglio 1940.

## Principi
I suoi principi furono un adattamento degli ideali della destra sociale e nazionalista dell'epoca, del (monarchismo, del bonapartismo e del nazionalismo integrale maurrassiano) a un governo "di crisi":
- Commistione dei poteri legislativo ed esecutivo. Gli Atti costituzionali redatti l'11 luglio 1940 da Philippe Pétain gli attribuivano "più poteri di Luigi XIV" (secondo una frase dello stesso Pétain riportata dal capo del suo gabinetto civile, H. Du Moulin de Labarthète), compreso quello di redigere una Costituzione.
- Rigetto del parlamentarismo e del multipartitismo.
- Rifiuto dell'economia capitalista in favore del Corporativismo attraverso l'istituzione della Charte du travail (in italiano: "Carta del lavoro"), che auspicava la nozione fascista di "collaborazione di classe" in opposizione alla lotta di classe e la soppressione dei sindacati, rimpiazzati dalle corporazioni per categoria d'attività, e l'abrogazione del diritto di sciopero.
- Critica dei presunti responsabili della sconfitta, la Terza Repubblica, e in particolare la politica del Fronte Popolare, i comunisti e gli ebrei, considerati traditori della Patria.
- Antisemitismo di Stato. In nome della limitazione dell'"influenza" ebraica, gli ebrei furono esclusi e non poterono più lavorare nella pubblica amministrazione; un numero chiuso ne limitò drasticamente l'accesso all'università, fra i medici, gli avvocati, i cineasti, le professioni dell'arte e dello spettacolo, le banche, il commercio al dettaglio. Nel corso degli anni, inoltre, l'elenco dei mestieri proibiti si sarebbe allungata a dismisura. Si stima che in meno di un anno più della metà della popolazione ebraica di Francia sia stata privata di tutti i mezzi di sussistenza[1].
- Coesione sociale, con l'appello a tutte le classi ad essere solidale con le altre per mantenere l'ordine sociale (organicismo).
- Apologia dei valori tradizionali: il motto nazionale "Libertà, uguaglianza, fraternità" (in francese "Liberté, Égalité, Fraternité") fu rimpiazzato da "Travail, famille, patrie" (in italiano "Lavoro, famiglia, patria").
- Rigetto della modernità culturale e delle élite intellettuali urbane (politica del "ritorno alla terra", che non avrebbe però convinto più di 1.500 persone a tornare alla coltivazione diretta[2]).
- Culto della personalità. Il ritratto del maresciallo Pétain, onnipresente, appariva sulle monete, sui timbri, sui muri degli edifici pubblici, in busti presenti nei municipi. Una canzone dedicata a celebrarlo, Maréchal, nous voilà !, diventò l'inno nazionale non ufficiale. La sottomissione incondizionata al capo e alla gerarchia veniva esaltata.

A dispetto del nome, quindi, la Révolution nationale implicava nella vita politica della Francia una svolta reazionaria più che innovativa.

## Correnti
La Révolution nationale attirò in particolare tre gruppi di persone:
- Reazionari in senso proprio, cioè tutti coloro che auspicavano un ritorno a prima: "prima" del 1936 (anticomunisti accaniti), "prima" del 1870 (bonapartisti e legittimisti) e della Terza Repubblica, prima del 1789 e della Rivoluzione francese (secondo gli ideali della controrivoluzione francese e della Restaurazione). Fra questi si segnalavano i sostenitori dell'Action française di Charles Maurras, monarchici e ultraconservatori, nostalgici dell'Ancien Regime e antitedeschi, e lo stesso maresciallo Pétain.
- Propugnatori di un fascismo francese, ammiratori di Mussolini e filo-nazisti, socialisti nazionali (come il primo ministro Laval) ed esponenti di ideali tradizionalisti (clericalismo fascista nello stile di Franco, scautismo naïf, eccetera). Fra questi vanno segnalati gli esponenti del Rassemblement National Populaire di Marcel Déat e del Partito Popolare Francese di Jacques Doriot (i due partiti principali), oltre al Partito Francista e al Movimento Sociale Rivoluzionario, e molti intellettuali (come Brasillach)
- Riformatori impazienti e sostenitori di nuove soluzioni politico-sociali per porre fine alla Terza Repubblica. Fra questi erano presenti esponenti dei cosiddetti non-conformistes des années 30 (in italiano: anticonformisti degli anni trenta), personalisti, democristiani, socialisti, radicali, nazionalsindacalisti e tecnocrati. Buona parte di questi ambienti, già a partire dal giugno 1940 fornì del resto molte reclute anche alla Resistenza francese. Altri, pur non simpatizzando con l'ideologia ufficiale del nuovo Stato, aderirono per sfruttare la tabula rasa politica creatasi dopo l'armistizio della Francia, ritenendo che la caduta della Terza Repubblica francese e la scomparsa dei poli opposti liberali e borghesi avesse lasciato spazio per nuove esperienze politiche; le loro soluzioni furono innumerevoli e perfino contraddittorie: vita in piccole comunità, cooperative e corporazioni, ritorno alla terra, economia pianificata, potere agli ingegneri e tecnocrazia. Esempi sono l'École des cadres d'Uriage, intellettuali come Georges Albertini, Charles Spinasse e René Belin.

## Evoluzione
Ampiamente promossa dal governo di Vichy dal 1940 al 1942, la Révolution nationale non venne più propagandata con il ritorno al potere di Pierre Laval (di formazione repubblicana e avverso al culto della personalità di Pétain) nel maggio 1942. Secondo lo storico David Thomson, invece, non fu abbandonata del tutto ma ne vennero accentuati gli aspetti più fascisti, socialisteggianti e filonazisti, fino al 1943 quando il governo di Vichy fu pressoché esautorato dai tedeschi.
(David Thomson, Storia della Francia moderna, cap. 6, In pieno scisma, p. 251)

## La politica familiare, educativa e sportiva del regime di Vichy

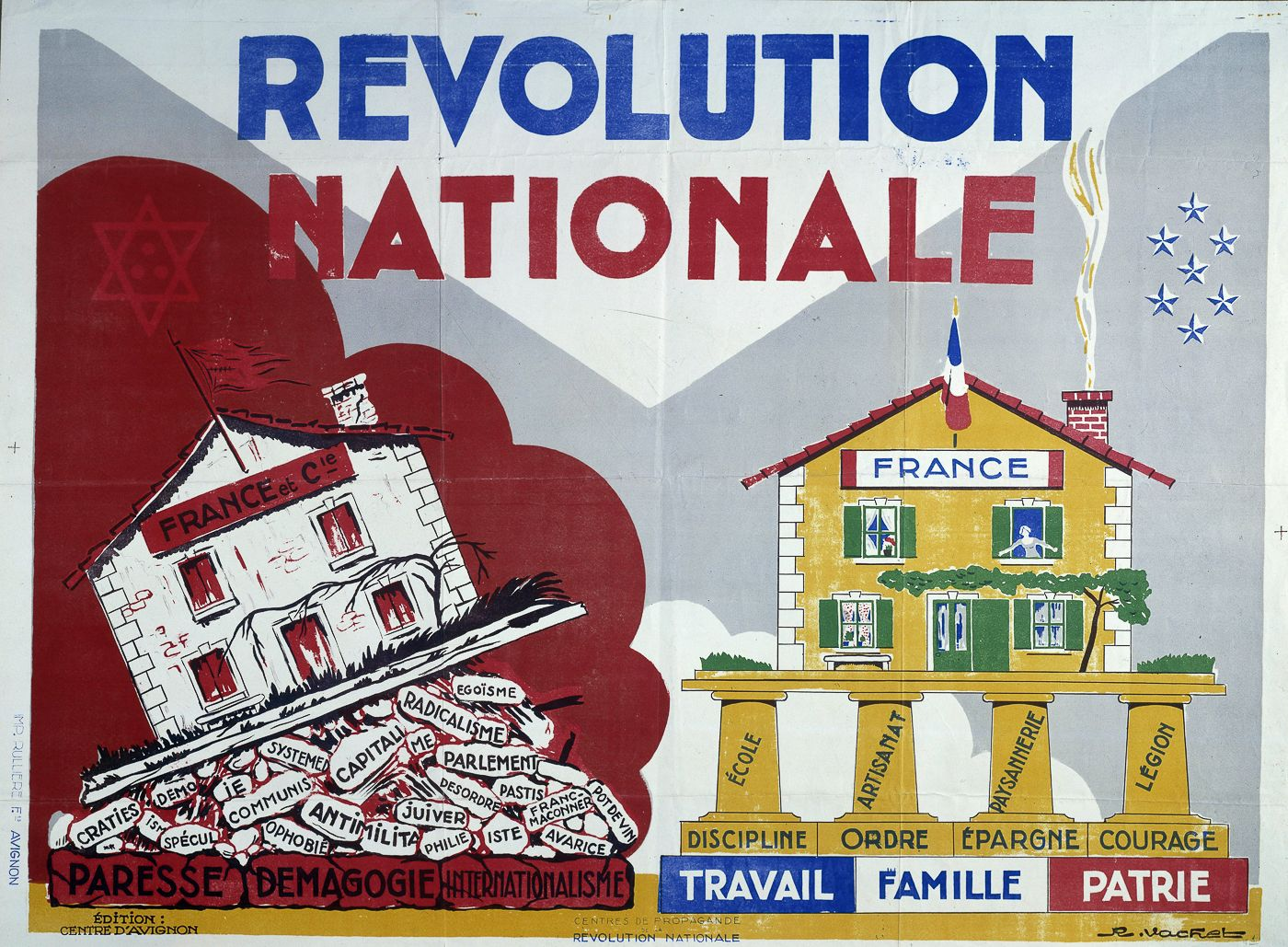
Manifesto di propaganda della Révolution nationale che mostra vari tratti ideologici del regime.

Il maresciallo Pétain crea, con i governi del suo regime, l'«ordine morale» e modifica il motto della Repubblica « Liberté, Égalité, Fraternité » in « Travail, Famille, Patrie ». Valori che auspicano l'affermarsi, nella società francese, di idee e indirizzi morali fra i più conservatori e rigidi, in opposizione a quelli della Terza Repubblica. Questo « ordine morale » è fondato, oltre che sui tre pilastri fondamentali: lavoro, famiglia e patria, anche sull'educazione, sulle attività sportive e sulla disciplina impartita ai giovani e sul ritorno alla campagna.

### La politica familiare
La famiglia era uno dei pilastri dell'ordine morale istituito dal regime di Vichy, per il quale essa rappresentava il nucleo centrale della vita francese, tanto che esso considerava i diritti della famiglia superiori a quelli dell'individuo. Il maresciallo Pétain dichiarò alla fine del 1940: 
 Venne quindi istituito un commissariato generale per la famiglia. per continuare e rinforzare vigorosamente gli orientamenti del codice della famiglia adottato nel luglio 1939 dalla III Repubblica.
Il regime di Vichy legiferava quindi sia per rendere impossibile il divorzio nei primi tre anni di matrimonio che per rendere più restrittive le interpretazioni delle norme di legge, in tutti i casi di divorzio. L'aborto fu severamente represso.
La guerra del 1914-18 era costata alla Francia 1,3 milioni di morti e dispersi, centinaia di migliaia d'invalidi/mutilati, (i mutilati alla faccia) e una fortissima diminuzione della natalità nei 30 anni che la seguirono.
Per favorire e accrescere fortemente la natalità, il regime di Vichy favorì fortemente i padri di famiglia numerosa o chi lo divenne a spese dei celibi o senza figli (esempio: una coppia che non aveva figli nei primi due anni di matrimonio si vedeva revocare lo sconto fiscale del matrimonio). Scoraggiava anche vivamente il lavoro femminile, affinché le donne si dedicassero ai bambini, sebbene esse avessero acquisito un nuovo posto nella società, essendosi rese indispensabili durante tutta la guerra 1914-1918 nei campi, nelle officine, negli uffici e nelle scuole (per compensare la perdita di numerosi insegnanti), e avessero acquisito una relativa autonomia dopo. La madre di famiglia, regina del focolare domestico, fu esaltata alla festa delle mamme, celebrata con grande pompa ogni anno, con cerimonie e decorazioni alle madri di famiglie numerose. Nella zona non-occupata, il tasso di natalità aumentò quindi sia nelle famiglie ricche che povere. L'estensione importante della protezione sociale si manifestò con l'aumento del numero di persone coperte dalle assicurazioni sociali e dagli assegni familiari. Queste elargizioni, non legate alla presenza tedesca in Francia, si spiegano con le necessità nate dall'occupazione, e la maggior parte delle leggi promulgate sotto il regime di Vichy saranno mantenute dopo la Liberazione, valorizzando l'accrescimento del ruolo sociale dello Stato.